# 청절사
청절사(淸節祠)는 대한민국 충청북도 영동군 학산면 지내리에 있다. 1996년 4월 15일 영동군의 향토유적 제30호로 지정되었다.

## 개요
조선초기 문신인 문절공 정수충의 영정을 모신 사당으로 임진왜란시 소실된 것을 1700년대 초 중건하였다.